# Barát Endre
Barát Endre (Nagykáta, 1907. április 24. – Budapest, 1976. március 17.) magyar író, újságíró.
Írói álnevei: André L'Amie, Baráth Endre, A Friend, Andrew Friend, B. Friend, B. E. Friend, E. Friend, B. E. Friends.

## Életrajz
Középiskolai tanulmányai után gazdasági tanfolyamot végzett. Pályája a harmincas évek elején indult, verseit közölte a Zsidó Jövő. Volt lektor, szerkesztő és az ötvenes években alkalmi fizikai munkás is. Költőként kezdte, de mindvégig író és szerkesztő volt egy személyben.
A szovjet megszállást követően különféle heti- és napilapok szerkesztőségének munkatársaként dolgozott. 1938-tól a Friss Újság munkatársa, a lap közölte regényeit, verseit. 1945-től a Szabadság, 1950–51-ben a Néphadsereg, 1957–59-ben a Tükör munkatársa volt. 1959-től egy évtizedig az Ország-Világ című képes hetilap főmunkatársa, rendszeresen publikált a Magyar Nemzetben is. 

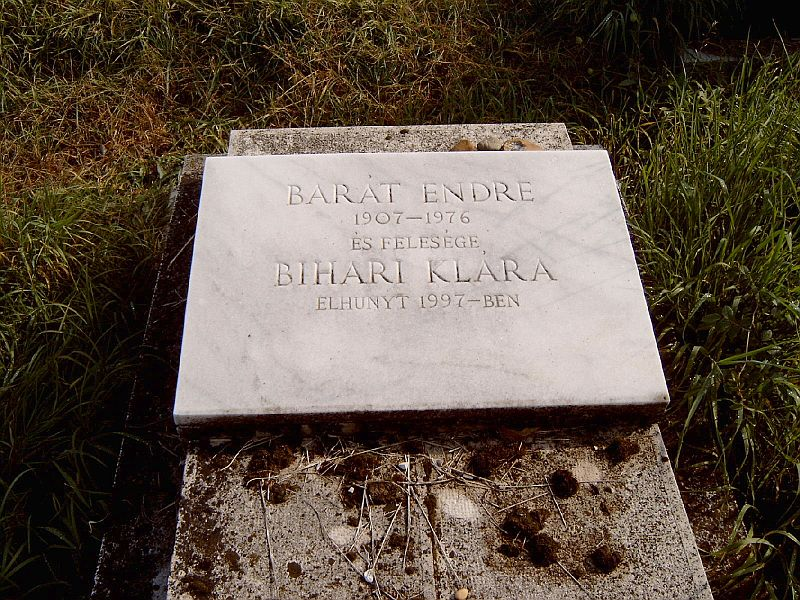
Barát Endre és Bihari Klára sírja Budapesten. Kozma utcai izraelita temető: 5B-8-22

## Munkássága
Gazdag életművében – harmincöt éves pályafutása során csaknem negyven kötete jelent meg – versgyűjtemények épp úgy megtalálhatók, mint regények, novellák, riport- és útikönyvek. Próbálkozott népies ihletésű és munkástémájú írásokkal (Látástól vakulásig, 1939; A históriás, 1947; Izzik a vas, 1954), háborús ifjúsági regényekkel (A parlamenter, 1954; Heten voltak, 1955), történelmi korrajzzal (Mit akar kend, Táncsics? !, 1946) és művészi életrajzzal (Az utolsó akkord, 1938).  Témáinak egy részét újságírói-riporteri tapasztalatából merítette, ábrázolásmódjában azonban kiaknázta beleérző képességét és lélektani ismereteit is.
Az ötvenes évek közepén megírt sematikus művei után (Lobog a mécses, 1954; Fekete arany, 1954; Izzik a vas, 1954) néhány izgalmas útikönyvvel talált vissza tehetségéhez (A Gellérthegytől a piramisokig, 1957; Bahcsiszeráji látomás – Bihari Klárával közösen – 1960; Zengő szobrok, 1958; Repülő szőnyeg, 1966).
Írói munkássága az úgynevezett művészregényekben teljesedik ki, melyekben az emberi lélek legmélyebb rétegeit boncolgatja: a művészi tehetség mozgatórugóit, élet és a köznapi ember számára deviáns tehetség konfliktusait.
Lobog a mécses c. drámáját a Nemzeti Színház, a Fekete aranyat a Szegedi Nemzeti Színház mutatta be.

## Főbb művei
- Anteus dalol (Bp., 1934)
- Mese a varróleányról (Bp., 1934)
- Menekülés a pokolból (Bp., 1935)
- Halálsziget (Bp. 1936)
- Emberevők fogságában (Bp., 1936)
- Halálos tánc (Bp., 1938)
- Átkozott gyémánt (Bp., 1938)
- Szólalj Isten (Bp., 1938)
- Dávid a rebellis (Bp., 1938)
- Pusztába kiáltott szó (Bp., 1936)
- Boszorkánytánc (Bp., 1941).